# Chiplūn
Chiplūn är en ort i Indien.   Den ligger i distriktet Ratnagiri och delstaten Maharashtra, i den sydvästra delen av landet, 1 300 km söder om huvudstaden New Delhi. Chiplūn ligger 14 meter över havet och antalet invånare är 51 437.
Terrängen runt Chiplūn är kuperad norrut, men söderut är den platt. Chiplūn ligger nere i en dal. Runt Chiplūn är det ganska tätbefolkat, med 248 invånare per kvadratkilometer. Det finns inga andra samhällen i närheten. I omgivningarna runt Chiplūn växer huvudsakligen savannskog.